# 原台灣銀行新竹支店

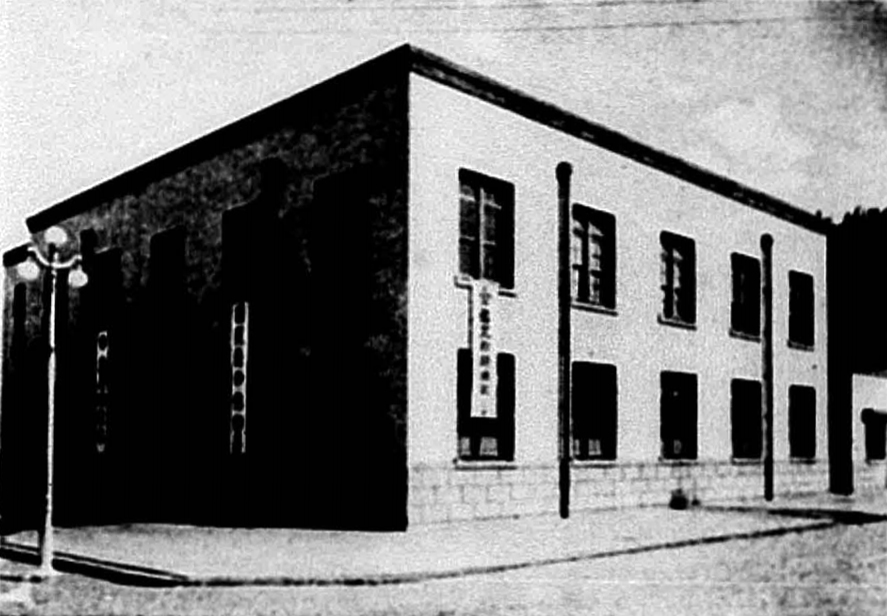
台灣銀行新竹支店

原台灣銀行新竹支店，為新竹市東區的一棟銀行建築，建於臺灣日治時期的1930年代，原本由台灣銀行使用，後來一度轉由交通銀行、兆豐銀行使用。兆豐銀行在2014年遷出後將此建築出售，後來指定為市定古蹟。

## 介紹
1905年，台灣銀行即在現址設立新竹出張所，後來升為支店，現在的建築為1930年代所重建，為兩層樓的鋼筋混凝土造建築，地址為新竹市東門町三丁目90番地。營業大廳採挑空設計，並以格樑構造形式呈現，為該年代銀行建築之特色。銀行的金庫、門扇、大鎖仍為當時的物件。